# 村上喜代子
村上 喜代子（むらかみ きよこ、1943年7月12日 - ）は、俳人。

## 人物・来歴
山口県下関市内日町に生まれる。1966年、広島大学教育学部を卒業。1976年、「濱」に入会し大野林火に師事。1981年濱賞受賞、「濱」同人。1991年、第一句集『雪触れ触れ』により第15回俳人協会新人賞受賞。1994年、大串章の「百鳥」創刊編集同人。1997年、第3回百鳥鳳声賞受賞。2005年「いには」創刊・主宰。「百鳥」退会。俳人協会評議員。

## 著書
- 『雪降れ降れ 句集』(本阿弥現代俳句シリーズ 本阿弥書店, 1991.3
- 『つくづくし 句集』ふらんす堂俳句叢書. 現代俳句12人集) (百鳥叢書 2001.8
- 『八十島 句集』いには叢書 ふらんす堂, 2007.8
- 『村上喜代子集』自註現代俳句シリーズ 俳人協会, 2010.3
- 『間紙 村上喜代子句集』 (いには叢書 角川書店, 2013.6
- 『村上喜代子句集』現代俳句文庫 ふらんす堂, 2015.3
- 『軌道 句集』いには叢書 角川文化振興財団, 2019.7

編集
- 『初がすみ 髙橋玉舟遺句集 (石炭袋)』髙橋春代 [著],（編集）コールサック社, 2022.2